# Брендан Глісон
Брендан Глісон (англ. Brendan Gleeson; нар. 29 березня 1955, Дублін) — ірландський актор, сценарист, продюсер. Найбільш відомий завдяки ролям у фільмах «Царство небесне», «Залягти на дно в Брюгге», «Ірландець», «Голгофа», а також завдяки ролі Аластора Муді у серії фільмів «Гаррі Поттер». У 2009 році отримав премію «Еммі» за роль Вінстона Черчилля в фільмі «Назустріч шторму».

## Біографія
Брендан народився в Дубліні, в родині Пет і Френка Глісонів. Дитиною полюбляв читати. Був членом шкільного театрального гуртка. Навчався спочатку в Університетському коледжі Дубліна, а потім у Королівській академії драматичного мистецтва. Після навчання, повернувся до Ірландії і працював протягом декількох років вчителем середньої школи. Брендан поєднував викладання з акторською роботою, та пізніше покинув вчителювання, щоб повністю віддатись акторству.

## Кар'єра
На екранах вперше з'явився у віці 34 років. Його професійний доробок — це понад 80 кінострічок. Жанрово це здебільшого драми та трилери.

## Особисте життя
Брендан одружений з Мері Велдн з 1982 року. У актора четверо синів: Донал, Фергус, Брін та Рорі. Брін і Донал Глісони теж актори.
Брат Баррі Глісон – відомий співак.
Брендан захоплюється грою на скрипці та мандоліні. У кількох своїх ролях він справді музикує на скрипці, а в «Баладі Бастера Скраггса» братів Коен ще й співає ірландську пісню The Unfortunate Rake.
Артист вільно володіє ірландською мовою і є прихильником широкого  її використання.

## Фільмографія

### Фільми
| Рік  |    | Українська назва                              | Оригінальна назва                            | Роль                     |
| ---- | -- | --------------------------------------------- | -------------------------------------------- | ------------------------ |
| 1990 | ф  | Поле                                          | The Field                                    | працівник                |
| 1992 | ф  |                                               | The Bargain Shop                             | Джим Кеннеді             |
| 1992 | ф  | Далека країна                                 | Far and Away                                 | поліцейський             |
| 1992 | ф  |                                               | Into the West                                | інспектор Болгер         |
| 1995 | ф  | Хоробре серце                                 | Braveheart                                   | Гейміш                   |
| 1996 | ф  | Майкл Коллінз                                 | Michael Collins                              | Ліам Тобін               |
| 1997 | ф  | Турбулентність                                | Turbulence                                   | Стаббс                   |
| 1998 | ф  | Генерал                                       | The General                                  | Мартін Кехіл             |
| 1999 | ф  | Лейк Плесід: Озеро страху                     | Lake Placid                                  | шериф Хенк Кео           |
| 2000 | ф  | Місія неможлива 2                             | Mission: Impossible II                       | Джон К. Макклем          |
| 2000 | ф  |                                               | Wild About Harry                             | Гаррі МакКі              |
| 2001 | ф  | Штучний розум                                 | Artificial Intelligence: AI                  | Лорд Джонсон-Джонсон     |
| 2001 | ф  | Кравець з Панами                              | The Tailor of Panama                         | Міккі                    |
| 2002 | ф  | 28 днів потому                                | 28 Days Later...                             | Френк                    |
| 2002 | ф  | Банди Нью-Йорка                               | Gangs of New York                            | Волтер «Монах» МакГінн   |
| 2002 | ф  | Похмурий сум                                  | Dark Blue                                    | Джек Ван Метр            |
| 2003 | ф  | Холодна гора                                  | Cold Mountain                                | Стоброд Тьюс             |
| 2004 | ф  | Троя                                          | Troy                                         | Менелай                  |
| 2004 | ф  | Таємничий ліс                                 | The Village                                  | Август Ніколсон          |
| 2004 | кф | Шестизарядник                                 | Six Shooter                                  | Доннелі                  |
| 2005 | ф  | Сніданок на Плутоні                           | Breakfast on Pluto                           | Джон Джо Кенні           |
| 2005 | ф  | Царство небесне                               | Kingdom of Heaven                            | Рено де Шатільйон        |
| 2005 | ф  | Гаррі Поттер і келих вогню                    | Harry Potter and the Goblet of Fire          | Дикозор Муді             |
| 2006 | ф  | Хвіст тигра                                   | The Tiger's Tail                             | Ліам О'Лірі              |
| 2007 | ф  | Гаррі Поттер і Орден Фенікса                  | Harry Potter and the Order of the Phoenix    | Дикозор Муді             |
| 2007 | ф  | Беовульф                                      | Beowulf                                      | Віґлаф                   |
| 2008 | ф  | Залягти на дно в Брюгге                       | In Bruges                                    | Кен                      |
| 2009 | ф  | Щедрість Пер'є                                | Perrier’s Bounty                             | Пер'є                    |
| 2010 | ф  | Зелена зона                                   | Green Zone                                   | Кларк Паундстоун         |
| 2010 | ф  | Гаррі Поттер і смертельні реліквії: частина 1 | Harry Potter and the Deathly Hallows: Part 1 | Дикозор Муді             |
| 2011 | ф  | Ірландець                                     | The Guard                                    | Джеррі Бойл              |
| 2011 | ф  | Альберт Ноббс                                 | Albert Nobbs                                 | доктор Голлоран          |
| 2012 | ф  | Код доступу «Кейптаун»                        | Safe House                                   | Девід Барлоу             |
| 2012 | ф  | Ворон                                         | The Raven                                    | капітан Гамільтон        |
| 2012 | мф | Пірати! Банда невдах                          | The Pirates! Band of Misfits                 | пірат з подагрою (голос) |
| 2012 | ф  |                                               | The Company You Keep                         | Генрі Озборн             |
| 2013 | мф | Смурфики 2                                    | The Smurfs 2                                 | Віктор Дойл (голос)      |
| 2014 | ф  | Голгофа                                       | Calvary                                      | отець Джеймс             |
| 2014 | ф  | На межі майбутнього                           | Edge of Tomorrow                             | генерал Брігхем          |
| 2014 | ф  | Оселя проклятих                               | Stonehearst Asylum                           | психіатр                 |
| 2015 | ф  | Суфражистка                                   | Suffragette                                  | Артур Стід               |
| 2015 | ф  | У серці моря                                  | In the Heart of the Sea                      | Томас Нікерсон           |
| 2016 | ф  | Провини наші                                  | Trespass Against Us                          | Колбі                    |
| 2016 | ф  | Кредо вбивці                                  | Assassin's Creed                             | Джозеф                   |
| 2016 | ф  | Закон ночі                                    | Live by Night                                | Томас Кафлін             |
| 2017 | ф  | Пригоди Паддінгтона 2                         | Paddington 2                                 | Мак-Гінтлі               |
| 2018 | ф  | Балада Бастера Скраггса                       | The Ballad of Buster Scruggs                 | ірландець                |
| 2019 | ф  | Френкі                                        | Frankie                                      | Джиммі                   |
| 2021 | ф  | Трагедія Макбета                              | The Tragedy of Macbeth                       | король Дункан            |
| 2022 | ф  | Банши Інішерина                               | The Banshees Of Inisheer                     | Колм Доерті              |
| 2024 | ф  | Джокер: Божевілля на двох                     | Joker: Folie à Deux                          | Джекі Салліван           |

### Телебачення
| Рік       |    | Українська назва  | Оригінальна назва  | Роль                                       |
| --------- | -- | ----------------- | ------------------ | ------------------------------------------ |
| 1989      | тф |                   | Dear Sarah         | Брендан Дауд                               |
| 1990      | тф |                   | Hard Shoulder      | водій вантажівки                           |
| 1991      | тф |                   | The Treaty         | Майкл О'Колен                              |
| 1993      | тф |                   | The Snapper        | Лестер                                     |
| 1993      | с  |                   | Screenplay         | Томас Макен (Епізод: "Love Lies Bleeding") |
| 1994      | с  |                   | The Lifeboat       | Леслі Паррі (9 епізодів)                   |
| 1995      | тф | Викрадений        | Kidnapped          | Red Fox                                    |
| 1998      | тф |                   | Making the Cut     | Фленаган                                   |
| 1998      | тф |                   | This Is My Father  | Гарда Джим                                 |
| 2009      | тф | Назустріч шторму  | Into the Storm     | Вінстон Черчилль                           |
| 2017—2019 | с  | Містер Мерседес   | Mr. Mercedes       | Білл Ходжес (30 епізодів)                  |
| 2020      | с  | Правило Комі      | The Comey Rule     | Дональд Трамп (2 епізоди)                  |
| 2021      | с  |                   | Frank of Ireland   | Ліам (Епізод: "Memento Mary")              |
| 2022      | с  |                   | State of the Union | Скотт (10 епізодів)                        |
| 2026      | с  | Нуар Людина-павук | Spider-Man Noir    | нью-йоркський бос мафії                    |

## Нагороди та номінації
| Нагорода                       | Рік  | Категорія                                                             | Робота                  | Результат |
| ------------------------------ | ---- | --------------------------------------------------------------------- | ----------------------- | --------- |
| Оскар                          | 2023 | Найкраща чоловіча роль другого плану                                  | Банші Інішерина         | Номінація |
| BAFTA                          | 2008 | Найкраща чоловіча роль другого плану                                  | Залягти на дно в Брюгге | Номінація |
| BAFTA                          | 2009 | Найкраща чоловіча роль на телебаченні                                 | Назустріч шторму        | Номінація |
| BAFTA                          | 2023 | Найкраща чоловіча роль другого плану                                  | Банші Інішерина         | Номінація |
| Золотий глобус                 | 2008 | Найкраща чоловіча роль — комедія або мюзикл                           | Залягти на дно в Брюгге | Номінація |
| Золотий глобус                 | 2009 | Найкраща чоловіча роль мінісеріалу або телефільму                     | Назустріч шторму        | Номінація |
| Золотий глобус                 | 2011 | Найкраща чоловіча роль — комедія або мюзикл                           | Ірландець               | Номінація |
| Золотий глобус                 | 2020 | Найкраща чоловіча роль мінісеріалу або телефільму                     | Правило Комі            | Номінація |
| Золотий глобус                 | 2023 | Найкраща чоловіча роль другого плану                                  | Банші Інішерина         | Номінація |
| Премія Гільдії кіноакторів США | 2023 | Найкраща чоловіча роль другого плану                                  | Банші Інішерина         | Номінація |
| Премія Гільдії кіноакторів США | 2023 | Найкращий акторський склад в ігровому кіно                            | Банші Інішерина         | Номінація |
| Еммі                           | 2009 | Найкращий актор в міні-серіалі або кінофільмі                         | Назустріч шторму        | Перемога  |
| Еммі                           | 2022 | Найкращий актор короткометражного комедійного чи драматичного серіалу | Сімейний шлюб           | Номінація |